# Santiago Maravatío
Santiago Maravatío è un comune dello stato di Guanajuato, nel Messico centrale, il cui capoluogo è l'omonima località.
La municipalità conta 6.389 abitanti e copre un'area di 91,03 km².